# Kalaiya

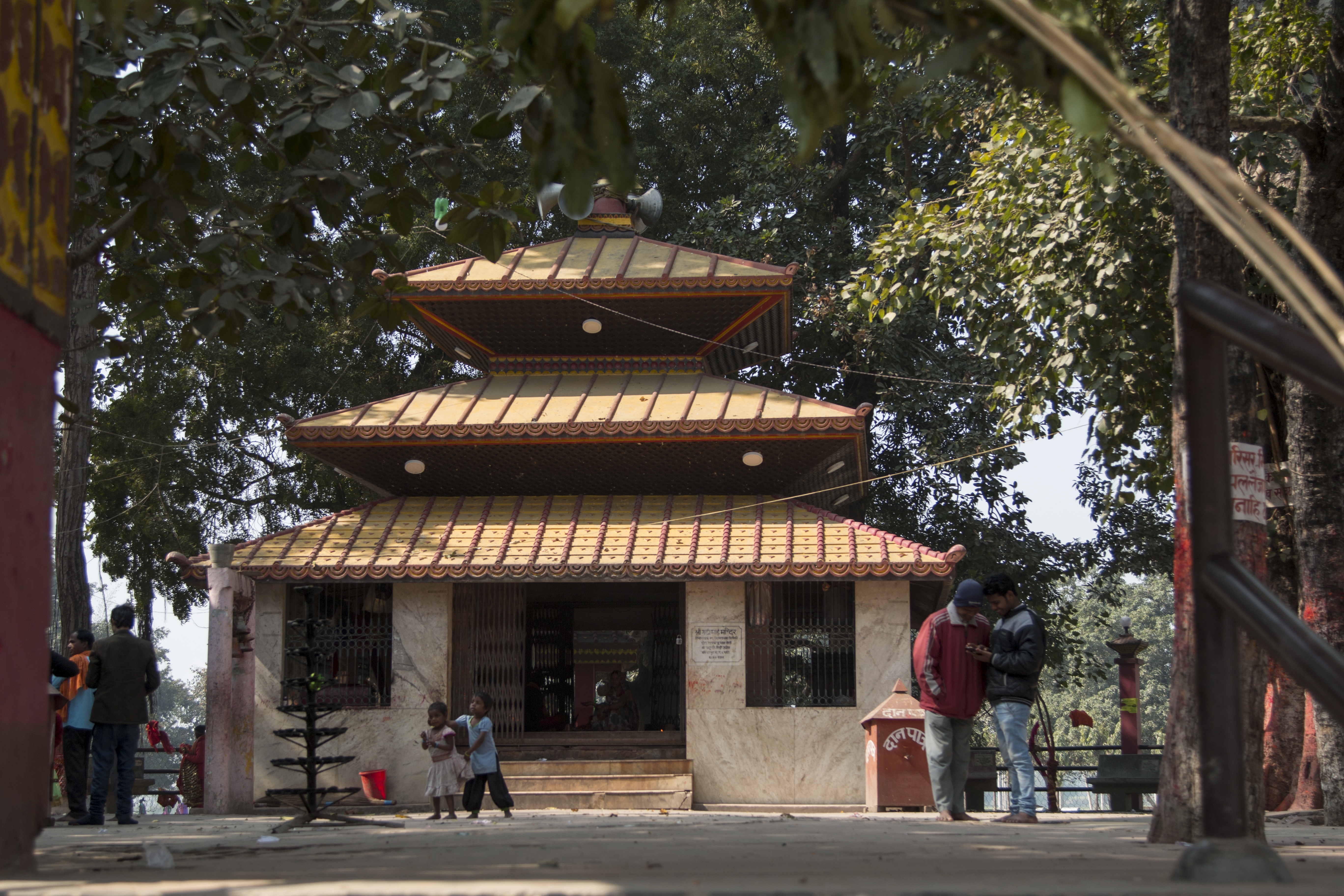
Gadimai-Tempel Kalaiya, Narayani

Kalaiya (Nepali कलैया) ist eine Stadt (Munizipalität) im östlichen Terai Nepals und Verwaltungssitz im Distrikt Bara der Provinz Madhesh.
Die Stadt liegt 12 km östlich von Birganj sowie 10 km von der indischen Grenze entfernt. Das Stadtgebiet umfasst 18,98 km².

## Einwohner
Das jährliche Bevölkerungswachstum von Kalaiya beträgt 3,5 %. Die Alphabetisierung liegt bei 55,6 %.
Bei der Volkszählung 2011 hatte die Stadt Kalaiya 42.826 Einwohner (davon 22.383 männlich) in 20.443 Haushalten.